# Douglas Huebler
Douglas Huebler (* 27. Oktober 1924 in Ann Arbor; † 12. Juli 1997 in Truro) war ein amerikanischer Konzeptkünstler.

## Leben und Werk
Huebler studierte an der University of Michigan, der „Cleveland School of Art“ in Ohio und an der Académie Julian in Paris. In seinen Arbeiten verwendete er häufig Fotografien, die er mit beschreibenden Texten ergänzte. Viele seiner Arbeiten beschäftigen sich mit der Zeit und ihren Wirkungen auf die Objekte. Eines seiner bekannteren Werke, Duration Piece #31 Boston von 1974, zeigt die Schwarz-Weiß-Fotografie einer nackten Frau, die freundlich und offen in die Kamera blickt und sich mit einem Handtuch bedeckt. In dem Begleittext erklärt Huebler, dass diese Fotografie mit einer Belichtungszeit von 1/4 Sekunde während des Jahreswechsels 1973/1974 entstand, wobei 1/8 Sekunde der Belichtung 1973 erfolgte und die letzte Belichtungshälfte in das Jahr 1974 fiel.
Er lehrte am California Institute of the Arts und unterrichtete dort Mike Kelley, Christopher Williams und andere. 1972 nahm er an der documenta 5 in Kassel teil, 1977 an der documenta 6.

## Ausstellungen und Sammlungen
Neben vielen Gruppenausstellungen wurden Einzelausstellungen verschiedenen Galerien in New York und im Camden Arts Centre in London realisiert.
Werke von Douglas Huebler sind in den Sammlungen des Museum of Contemporary Art in Los Angeles, in der National Gallery of Canada in Ottawa, im Rose Art Museum in Waltham Massachusetts und in der Tate Gallery in London vertreten.